# Daniel Renders
Daniel Renders est un entraîneur de football belge. Il est l'un des seuls à avoir entraîné les trois plus grands clubs bruxellois : le RWDM, l'Union St-Gilloise et le RSC Anderlecht. Il marque l'histoire du football professionnel belge en devenant le plus jeune entraîneur à avoir exercé en division 1.

## Biographie
Daniel Renders est né le 4 juillet 1955 à Molenbeek-St-Jean. Fils de Georges Renders, Daniel revêt également la vareuse rouge et noir, couleurs historiques du club bruxellois. Il effectue toutes ses classes de jeunes sous le maillot molenbeekois. 
Plus tard, après la fusion, il rejoint le Racing White Daring de Molenbeek où il joue jusqu'en réserve. Il s'engage alors, pour la saison 1975-1976, au FC Ganshoren, où il ne reste qu'un an. La saison suivante, en 1976-1977, c'est au KCS Machelen que Daniel décide de poursuivre sa jeune carrière de footballeur jusqu'à ce qu'une blessure au genou ne vienne anéantir ses rêves, ce qu'il le pousse à débuter, assez rapidement, sa carrière d'entraîneur. 

### Scup Jette et Racing White Daring de Molenbeek (1978 à 1983)
Ses premières expériences en tant qu'entraîneur débutent lors de la saison 1978-1979, au sein de l'école de jeunes du Scup Jette où il entraine durant 2 ans les minimes (U12) et 2 ans les juniors (U18). Il y obtient de très bons résultats, dont notamment un titre champion du Brabant en 1981-1982. 
En 1982-1983, il suit son père, et retourne également dans son ex-club, le RWDM, afin de s'occuper des scolaires nationaux (U17).

### Racing Jet de Bruxelles et Racing Jet de Wavre (1983 à 1989)
En 1983-1984, après une année passé à Molenbeek, Daniel Renders prend la direction du Racing Jet de Bruxelles afin de se charger des cadets nationaux (U15). La saison suivante, en 1984-1985, il entraîne à nouveau une catégorie supérieure puisqu'il entraîne les scolaires nationaux (U17).
C'est au cours de la saison 1985-1986 que la carrière de Renders va réellement décoller. Puisqu'en plus d'être l'ntraîneur de l'équipe réserve, il est désigné comme adjoint du T1 hongrois de l'époque: László Fazekas. La saison démarre bien pour les bruxellois puisqu'ils remportent la première tranche du championnat de D2 ce qui leur assure de participer au tour final de fin de saison.
La saison bat son plein et les résultats se dégradent et, à deux matchs de la fin du championnat, Daniel est promu T1 en lieu et place de László Fazekas. Malgré un faible bilan d'un point sur quatre, l'équipe aborde le tour final par une victoire et enchaîne les bons résultats. Le Racing Jet termine en tête grâce à un impressionnant 11 sur 12 et s'ouvre à nouveau les portes de l'élite nationale.
L'année suivante, en 1986-1987, la direction du RJB réitère sa confiance en Renders. Il devient dès lors, à seulement 30 ans, le plus jeune entraîneur de l'histoire du football professionnel belge. Record qu'il tient toujours aujourd'hui devant Yannick Ferrara. 
Le Racing Jet propose à Raymond Goethals le poste de manager afin d'aider Renders à maintenir le club en division 1. Le club se renforce avec des joueurs confirmés tels que Jozef Barmoš ou Michel Ngonge et obtient, fin de saison, une confortable 12e place.
Début de saison 1987-1988, Goethals obtient la signature de László Bölöni. C'est le dernier gros coup du manager bruxellois puisqu'il devient l'entraîneur du RSC Anderlecht peu de temps après. Cependant, malgré un recrutement de qualité et une équipe compétitive, le matricule 4549 doit faire face à de nombreuses blessures et termine bon dernier. Le Racing Jet retrouve donc la division 2 deux ans après l'avoir quittée.
En 1988-1989, après la fusion avec Wavre Sport, le club déménage à Wavre dans le Brabant wallon. Cette région, qui n'a jamais connu de club dans le football national belge, doit attirer un potentiel public et drainer les intérêts régionaux. Le matricule 4549 change de nom et devient alors le Racing Jet de Wavre. 
L'équipe termine à 1 point du Germinal Ekeren et loupe de peu la première tranche. Les résultats ne suivent plus, le nombre de spectateurs diminue et le club doit faire attention à ses finances. Peu après, la direction décide de se séparer des joueurs aux gros contrats ainsi que de Daniel Renders.

### Diegem Sport (1989 à 1990)
En 1989-1990, après ses années de succès au Racing Jet, Renders s'en va du côté du Brabant Flamand et rejoint Diegem Sport, qui évolue alors en promotion. Pour sa première expérience en Flandres, Daniel termine 6e et rate de peu une participation au tour final,.

### Standaard Wetteren (1990 à 1993)
Lors de la saison 1990-1991, Daniel Renders décide de chercher un club ailleurs que Bruxelles et sa périphérie et rejoint la formation flandrienne du Standaard Wetteren, championne de promotion. Il ne fera jamais mieux qu'une place dans le ventre mou de la division 3 puisqu'il termine deux fois 7e, en 1990-1991 et en 1991-1992. 
Sa 3e saison à Wetteren, en 1992-1993, est la plus compliquée puisque occupant une dangereuse 13e place, le président et Daniel décident, d'un commun accord, de mettre un terme à leur collaboration,. 

### Royale Union Saint-Gilloise (1993 à 1995)
Quelques semaines plus tard, Daniel trouve à un accord avec le club bruxellois de l'Union Saint-Gilloise, un club chargé d'histoire mais qui évolue à ce moment en Division 3. Il reprend l'équipe première qui, à l'approche de la fin de saison 1992-1993, est bonne dernière et arrive à la sauver in-extremis.
En 1993-1994, Daniel Renders a pour mission de maintenir l'équipe en division 3, ce qu'il réussit sans trop de difficultés puisque pour sa première saison pleine au sein du club saint-gillois, il termine à une honorable 8e place.
La saison suivante, l'équipe continue sur sa lancée et, fin de saison 1994-1995, elle termine 5e et participe au tour final afin d'accéder à la Division 2 où elle échoue en finale contre le FC Turnhout: 1-0. À la suite de cet échec, il décide de quitter le navire unioniste.

### KV Malines (aout 1995 à janvier 1996)
Sans club, Renders accepte la proposition de son ami d'enfance Franky Vercauteren, qui l'invite à reprendre les juniors UEFA du club malinois.

### Royal Albert Elisabeth Club de Mons (janvier 1996 à juin 1996)
Quelques mois plus tard, au cours de la saison 1996-1997, Renders signe dans le club hennuyer du RAEC Mons. À son arrivée, le club occupe le bas du classement et frôle la descente en promotion. Il arrive à enchaîner les bons résultats et à maintenir le club en Division 3 en se classant 7e. Cela ne l'empêche pas de quitter l'Albert en fin de saison pour revenir, à nouveau, à ses premiers amours au Stade Machtens.

### Racing White Daring de Molenbeek (1996 à 2000)
En 1996-1997, Daniel Renders revient au RWDM et entraîne l'équipe réserve. Saison suivante, en 1997-1998, il est nommé T1 en lieu et place de René Vandereycken. Les débuts de Renders à la tête de l'équipe première molenbeekoise sont compliqués, puisqu'un déplacement au stade Constant Vanden Stock est programmé lors de la première journée de championnat. 
Dans un derby bouillant, le RWDM prend la mesure des anderlechtois : 0-2. Mais, Renders, dans l'euphorie de fin de match et avec la complicité passive de l'arbitre et de son adjoint de l'époque Edy De Bolle, effectue un 4e changement. Si quatre permutations sont effectivement autorisées dans les équipes d'âge et les réserves, il n'en est évidemment pas de même en équipe première où seuls trois changements sont permis, gardien compris. A. Haydock, M. Rasquin et D. Rosez ayant déjà quitté la pelouse, le remplacement de M. Sabbadini par F. Vanderbiest s’avère donc illicite. Les mauves et blancs décident donc d'aller en appel afin de récupérer les trois points perdus sur le terrain. Mais, quelques jours plus tard et après de longues discussions, le RSC Anderlecht décide de retirer sa plainte et laisse la victoire aux molenbeekois. Ce sera d'ailleurs la dernière victoire du RWDM sur le terrain de ses rivaux historiques.  
La saison se poursuit, et le matricule 47 est au bord de la faillite et de la division 2. N'ayant aucune grosse pointure au sein de son noyau, Daniel n'a pas d'autres choix que d'aller se servir dans le noyau B du club, où il déniche un certain Wesley Sonck qu'il lance alors en D1 à seulement 18 ans. Mais, les mauvais résultats s'enchaînent et Renders se fait limoger. C'est Guy Vandersmissen en tant qu'entraineur-joueur qui reprend les rênes du groupe mais il ne peut empêcher la descente en D2. 
En 1998-1999, Renders reste au club et entraîne alors l'équipe réserve jusqu'à ce qu'en décembre 1998, la direction du club et Herman Van Holsbeeck refont à nouveau appel à lui afin d'assurer l'intérim jusqu'à l'arrivée d'Ariël Jacobs. 
La saison suivante, malgré les gros problèmes d'argent que connait le club, Daniel décide tout de même de poursuivre son aventure au Stade Edmond Machtens et reprend à nouveau l'équipe réserve avec laquelle il remporte le titre de champion de Belgique ainsi que la Caje Cup. Mais les problèmes financiers du club s'accumulent et Daniel décide de quitter son club de cœur.

### Royal Sporting Club Anderlecht (2000 à 2017)
En 2000-2001, sous l'impulsion de Jean Dockx, Renders rejoint le RSC Anderlecht. Dans un premier temps, il est l'entraîneur de l'équipe réserve où il a sous ses ordres des joueurs tels que Vincent Kompany, Dries Mertens, Anthony Vanden Borre, Sven Kums, Vadis Odjidja, Jonathan Legear, Samir Ujkani, Omar El Kaddouri, Roland Lamah, Cheick Tioté et Romelu Lukaku pour ne citer qu'eux. En 2007, Il se hisse jusqu'en demi-finale du célèbre tournoi de Viareggio.  
À partir de la saison 2003-2004, il devient l'entraîneur adjoint de l'équipe première et intègre le staff pendant plus de 10 ans. Durant cette période, Il est le bras droit d'entraîneurs de renoms : Aimé Anthuenis, Hugo Broos, Franky Vercauteren et Ariël Jacobs.
En janvier 2012, Renders est hospitalisé à la suite d'une thrombose. Peu après son retour et malgré de nombreuses offres pour redevenir T1, aussi bien en Belgique qu'à l'étranger, Daniel décide de terminer sa saison et d'arrêter d'entraîner. Depuis 2013, il est employé dans la cellule scouting du Royal Sporting Club d'Anderlecht. 
Juillet 2017, à l'occasion du fanday du RSCA, un match de gala est organisé entre les anciens du RSC Anderlecht et du RWD Molenbeek. Daniel, qui est choisi afin d'entraîner les légendes mauves et blanches, s'impose dans ce derby sur le score 3 buts à 0 grâce à un triplé de Nicolas Frutos. On y note la présence de joueurs de renom, dont notamment Gilles de Bilde, Mark De Man, Alin Stoica, Oleg Iachtchouk & Davy Schollen côté anderlechtois. Ainsi que celle de Patrick Thairet, Thierry Dailly, Daniel Camus, Frederik Vanderbiest & Jacques Teugels, qui officie comme T1, côté molenbeekois.

### Racing White Daring Molenbeek (2017 à fin 2024)
À l'entame de la saison 2017-2018, le RWD Molenbeek et le RSC Anderlecht se mettent d'accord sur une collaboration afin de tenter de conserver un maximum de jeunes talents à Bruxelles et de leur offrir un encadrement de qualité. Les deux clubs voisins vont développer un programme afin de découvrir les talents de demain, les former et les conserver. 
C'est en tant que bruxellois et connaisseur des deux clubs que Daniel Renders est désigné responsable du projet tout en continuant son travail de scouting au RSCA.
Début de saison 2020-2021, il prend en charge la post-formation au RWDM, à la demande de monsieur Dailly, et s’occupera de faire le lien entre l’académie des jeunes et l’équipe première molenbeekoise. 
Le travail de Daniel Renders a été un véritable succès. En l’espace de deux à trois saisons, l’académie des jeunes du RWDM a suivi les traces de l’équipe première en se stabilisant et en se réhabituant à l’élite belge. Sous sa direction, plusieurs talents ont émergé, à commencer par Zakaria El Ouadhi, devenu international marocain et transféré au KRC Genk pour la somme impressionnante de 2,5 millions d’euros. Une somme remarquable pour un joueur arrivé du K. Rupel Boom FC quelques années plus tôt. D’autres jeunes issus de l’académie molenbeekoise ont également eu l’opportunité de signer des contrats professionnels sous l’ère de Daniel Renders, notamment Sada Diallo, Djovkar Doudaev ou encore Matteo Vandendaele pour ne citer qu'eux. Ce travail de post-formation exemplaire a permis au RWDM de renforcer son identité en tant que club formateur et de valoriser son académie sur la scène belge et internationale.
En plus de son rôle de coordinateur des U18 et U21 et de porte-parole des jeunes pour faciliter leur intégration vers l'équipe première, Daniel Renders met également à profit son expérience passée. Avec l’arrivée de Yannick Ferrera en tant que T1 à la tête du club molenbeekois, il est sollicité pour renforcer la cellule de scouting en contribuant à l’analyse des adversaires, jouant ainsi un rôle clé dans la préparation tactique du club.
Bien qu’il occupât ces rôles avec dévouement et professionnalisme, de légers soucis de santé ont quelque peu entravé son implication au club. En poste jusqu’à la fin de l’année 2024, le RWDM, pour des raisons obscures et probablement financières, mit fin de manière unilatérale à leur collaboration. Une décision jugée quelque peu immorale au regard de tout ce que Daniel Renders a pu apporter au club, suscitant l’indignation et le regret de nombreux acteurs du football bruxellois.

Koninklijke Sport Club Grimbergen (2025 à aujourd’hui)
À l’aube de la saison 2025/2026, Daniel Renders reprend du service dans le club de sa commune où il réside, le KSC Grimbergen, et devient responsable de là pré-formation dans l’académie des jeunes. Il aura également pour tâche de superviser le scouting de l’équipe première afin d’aider le club du Brabant Flamand, à retrouver sa place dans les divisions nationales du pays.

## Palmarès
RSC Anderlecht
- 7 fois vainqueur du Championnat de Belgique.
  - 2000, 2001, 2004, 2006, 2007, 2010 et 2012 comme adjoint du RSC Anderlecht[33].
- 4 fois vice-champion du Championnat de Belgique.
  - 2003, 2005, 2008 et 2009 comme adjoint du RSC Anderlecht[33].
- 1 fois vainqueur de la Coupe de Belgique. 
  - 2008 comme adjoint du RSC Anderlecht[33].
- 6 fois vainqueur de la Supercoupe de Belgique. 
  - 2000, 2001, 2006, 2007, 2010 et 2012 comme adjoint du RSC Anderlecht[33].
- Demi-finaliste du Tournoi de Viareggio.
  - 2007 avec la réserve du RSC Anderlecht[20].

 RWD Molenbeek
- 1 fois champion de Belgique.
  - 2000 avec la réserve du RWD Molenbeek.

- 1 fois vainqueur de la Caje Cup.
  - 2000 avec la réserve du RWD Molenbeek[34].

 Racing Jet de Bruxelles
- 1 fois vainqueur du Tour final de Division 2.
  - 1986 avec le Racing Jet de Bruxelles.

 Scup Jette
- 1 fois champion du Brabant.
  - 1982 avec les U18 du Scup Jette